# Creation of the Gods I: Kingdom of Storms
Ne pas confondre avec La Création de Dieu (Something the Lord Made en version originale), téléfilm diffusé en 2004.
Série Creation of the Gods
Creation of the Gods II: Demon Force
(2025)
Pour plus de détails, voir Fiche technique et Distribution.
Creation of the Gods I: Kingdom of Storms (litt. : « La Création des dieux I : le royaume des tempêtes » ; chinois : 封神第一部：朝歌风云 ; pinyin : Fēng shén dì yī bù: Zháogē fēngyún, litt. : « L'Investiture des dieux première partie : tourmente à Zhaoge ») est un film chinois réalisé par Wu Ershan, sorti en 2023.
Il est le premier volet d'une trilogie cinématographique adaptée du roman L'Investiture des dieux (XVIe siècle) de Xu Zhonglin, qui constitue un classique de la littérature chinoise écrit pendant la dynastie Ming. La trilogie adapte également des récits plus anciens sur le même thème datant des époques Song et Yuan. Elle fut tournée simultanément et est à ce jour considérée comme le plus grand projet de film épique et mythologique chinois. Ce premier volet est sorti le 20 juillet 2023 en Chine.
L'histoire se déroule au Xe siècle av. J.-C. et le premier film raconte la version fantastique et fictive de l'ascension du tyran Yin Shou, le dernier roi de la dynastie Shang. Le deuxième film, Creation of the Gods II: Demon Force, est sorti en 2025 et se concentre sur la défense de Xiqi contre l'attaque des Shang. Le troisième film prévu pour 2026 présentera la contre-attaque de Xiqi, sa victoire finale et l'établissement de la dynastie Zhou.

## Synopsis
Chine : Xe siècle avant l’ère chrétienne, le seigneur Su Hu de Jizhou se rebelle contre la dynastie Shang. L'armée des Shang, dirigée par le prince Yin Shou, bat les rebelles. Yin Shou et son bataillon d'otages franchissent les défenses des rebelles et tuent Su. Mais le sang de Yin Shou libère accidentellement le sceau du renard démoniaque à neuf queues dans la tombe de Xuan Yuan. Le renard s'empare alors du corps de Su Daji, la fille de Su Hu.
Yin Shou retourne à Zhaoge en triomphe et offre la tête de Su au roi des Shang. Ce dernier est cependant tué pendant la fête de la victoire par le frère de Yin Shou, le prince héritier Qi, qui devient soudainement fou. Ce dernier est lui-même tué accidentellement par Ji Fa, un fils otage de l'État occidental de Xiqi. Ainsi, Yin Shou devient roi. Lors du couronnement, la divination révèle que la dynastie est maudite par le régicide. Yin Shou promet donc son propre suicide en rituel pour apaiser les Cieux et lever la malédiction.
Pendant ce temps, les Immortels de Kunlun (en) envisagent de donner à Yin Shou le parchemin d'investiture  des dieux (fengshen), qui peut rétablir l'ordre et sauver le monde de la malédiction. Jiang Ziya, moine et disciple de Yuanshi Tianzun, se porte volontaire, accompagné par ses neveux-disciples Nezha et Yang Jian, pour remettre ce dernier. Réalisant que Yin Shou est un tyran et ne devrait pas avoir un tel pouvoir, il repart avec le parchemin d'investiture. Le trio est poursuivi par Shen Gongbao (en), alchimiste, ainsi que par le prince héritier Yin Jiao (en) et Ji Fa. Ils rencontrent le duc de l'Ouest Ji Chang, le père de Ji Fa, qui se rend à la capitale Zhaoge pour saluer le nouveau roi. Ji Chang trouve un bébé démon, qu'il nomme Lei Zhenzi, et envoie ce dernier à Kunlun sur les conseils de Ziya.
Ji Chang et les trois autres ducs (de l'Est, du Nord et du Sud) se réunissent secrètement. Ils doutent de la légitimité de l'ascension de Yin Shou. Mais la réunion est découverte par les gardes royaux. Yin Shou ordonne que les ducs soient exécutés pour haute trahison par leurs fils otages. Chong Yingbiao, fils du duc du Nord, s'exécute sans hésitation. E Shun, fils du duc du Sud, attaque au contraire Shou, qui les tue tous les deux. Le duc de l'Est se tue sur l'épée de Jiang Wenhuan, son fils. Ji Fa fait valoir que Ji Chang subirait une plus grande humiliation en avouant publiquement sa faute qu'en étant exécuté. Ji Chang est ainsi envoyé au cachot. Yin Shou tue Bo Yikao, le fils aîné de Ji Chang. Alors, pour sauver Ji Fa, Ji Chang avoue sa trahison et est humilié en public.
Pendant ce temps, Jiao trouve et poursuit l’esprit-renard dans le palais, découvrant qu'il possède le corps de Su Daji. Yin Shou accuse Jiao de tentative de parricide pour protéger Daji, qui est maintenant sa favorite. La reine Jiang est ensuite tuée en essayant de tuer Daji. Parallèlement, Jiao est blessé en essayant de tuer l'esprit et s'échappe du palais avec l'aide de Ji Fa. Par la suite, Jiao, Ziya et le grand prêtre Bi Gan, l'oncle de Yin Shou, se mettent d'accord pour démasquer l'esprit-renard auprès de Yin Shou. Bi Gan sacrifie son cœur magique pour expulser l'esprit-renard du corps de Daji, mais Yin Shou savait déjà que l'esprit était un démon et pensa qu’il pouvait l'aider à devenir le maître du monde. Par la suite, Yin Shou, irrévérencieux, met le feu aux temples ancestraux ainsi qu’aux autels des dieux et de la terre. Il s'accouple même avec Daji devant la table commémorative des ancêtres. Jiao est arrêté et condamné à mort.
Ji Fa et les fils otages de Xiqi se rebellent pendant l'exécution de Jiao. Chong Yingbiao décapite Jiao, dont la tête et le corps sont récupérés par Nezha et Yang Jian. Ji Fa combat et blesse grièvement Yin Shou avant de fuir la ville avec Ziya. Ils sont poursuivis par les deux statues Taotie possédées par Shen Gongbao. Alors, Ji Fa échange ses vêtements avec Ziya pour attirer les statues. Il les vainc et retourne vers sa terre natale. Mais, Gongbao envoie une nuée de corbeaux contre Ziya.
À la fin du générique, l'esprit-renard, qui possède toujours le corps de Daji, ressuscite Yin Shou. D’autre part, Ziya qui pêche seul sur la rivière Wei remarque les corbeaux de Gongbao. Enfin, Wen Zhong (en), Grand Précepteur (en) de la dynastie Shang qui est parti en guerre pendant dix ans, revient à la capitale avec ses généraux, y compris les Quatre Géants démoniaques.

## Fiche technique
Sauf indication contraire, les informations mentionnées dans cette section peuvent être confirmées par la base de données cinématographiques IMDb,  présente dans la section « Liens externes ».
- Titre original : 封神第一部：朝歌风云 (Fēng shén dì yī bù: Zháogē fēngyún)
- Titre utilisé en France : Creation of the Gods I: Kingdom of Storms
- Réalisation : Wu Ershan
- Scénario : Ran Ping, Ran Jianan, Wuershan, Cao Sheng, d'après le roman L'Investiture des dieux de Xu Zhonglin et d'autres récits
- Musique : Gordy Haab (en) et Monkodran[1]
- Photographie : Wang Yu
- Montage : Ka-Fai Cheung, Yuan Du et Shuo Huang
- Décors : Bao-Rong Huang, Sheng Qiu, Tim Yip et Cheng Zhang[1]
- Costumes : Tim Yip[1]
- Effets visuels : Douglas Smith[1]
- Production : Du Yang, Wuershan, William Kong et Barrie M. Osborne
- Sociétés de production : Tencent Pictures, Beijing Jingxi Culture & Tourism, Mongketengri Pictures, Dongyang, Mongketengri Film & TV Production, Tianjin Maoyan Weiying Cultural Media, Shanghai Tencent Penguin Pictures et Qingdao Haifa Pictures
- Sociétés de distribution : Beijing Jingxi Culture & Tourism et Huaxia Film Distribution (Chine)
- Budget : 800 millions de ¥[2] (111 millions de $)
- Pays d'origine :  Chine
- Langue originale : mandarin
- Format : couleurs - 35 mm - 2,35:1 - Dolby Digital
- Genre : fantasy historique
- Durée : 148 minutes
- Dates de sortie :
  - Chine : 20 juillet 2023
  - France : 10 juillet 2024[3]

## Distribution
- Fei Xiang (en) (VF : Lionel Bourguet) : Yin Shou, fils cadet du roi Di Yi de la dynastie Shang
- Li Xuejian (en) (VF : Didier Benini) : Ji Chang, le duc de l'Ouest, un feudataire des Shang, père de Ji Fa
- Huang Bo (VF : Rémi Barbier) : Jiang Ziya , un Immortel du mont Kunlun, porteur de l'Investiture des dieux
- Yu Shi (VF : Brice Montagne) : Ji Fa, fils du duc de l'Ouest, un guerrier élevé par Yin Shou à la cour des Shang
- Narana Erdyneeva (zh) (VF : Marianne Bourg) : Su Daji
- Xia Yu (VF : Félix Lobo) : Shen Gongbao (en), un sorcier tête-en-l'air
- Wu Yafan (VF : Léon Lemaire) : Nezha, un disciple de Jiang Ziya
- Yang Le (VF : Fabrice Colombero) : Boyi Kao, frère aîné de Ji Fa, un homme de goût
- Yuan Quan : l'épouse de Yin Shou, sœur du duc de l'Est

## Production
Les acteurs de ce film ont été sélectionnés parmi les plus de 15 000 auditions à travers toute la Chine, puis 1 400 ont été interviewés par le réalisateur Wu Ershan lui-même, pour enfin sélectionner un peu plus de 20 jeunes acteurs pour intégrer une formation intensive de six mois.
L’entraînement est basé sur la « théorie des Liuyi 六艺 (six arts) », qui comprend « les rites, la musique, le tir à l’arc , l’équitation, la calligraphie et les mathématiques », était ainsi proposé des cours de théâtre, d'arts martiaux, d'équitation, de tir, de musique de tambour, d'histoire culturelle chinoise, de visionnage et d'analyse de films… Les acteurs ont également reçu un entraînement musculaire important et suivi un régime adapté pour avoir des corps sculptés à la manière des guerriers qu’ils incarnent.
Pour Yu Shi, qui joue le rôle de Ji Fa, Creation of the Gods I: Kingdom of Storms marque ses débuts en tant qu'acteur. Les scènes où Ji Fa monte à cheval, se retourne et tire, où son cheval traversent le mur de feu, ont toutes été jouées par lui. À ce propos, Wu Ershan a déclaré que : « Tous les mouvements équestres difficiles sont effectués par les acteurs eux-mêmes. Ils se sont entraînés à partir de zéro pendant six mois. Il est incroyable d'être capable de réaliser une performance aussi compliquée ».

## Tournage
Le tournage du film a commencé le 5 septembre 2018. Les trois films de la trilogie ont été filmés à la suite. Le tournage se passe principalement à Qingdao et dans le Shandong, notamment dans les studios de l'Oriental Movie Metropolis. Un studio de 30 000 mètres carrés soit la taille de deux stades de France a notamment été créé pour l’occasion. Les décors y ont été réalisés en accord avec l’époque à laquelle se passe le film par des spécialistes diplômés d’universités prestigieuses telles que l'Académie des beaux-arts de Tsinghua.
En février 2019, le premier volet de la trilogie a achevé le tournage et le montage préliminaire. Une équipe de 1 500 personnes fut d’ailleurs dédiée à la post production et aux effets spéciaux qui composent plus de 70 % du film.

## Sortie

### Accueil critique
En France, le site Allociné propose une moyenne de 3,3⁄5, d'après l'interprétation de 18 critiques de presse.
En Chine, sur le site Douban le film a reçu une note de 8⁄10.
Le Quotidien du peuple note le profond respect pour l’histoire ancienne chinoise ainsi que sa réécriture moderne est éclairée. En témoigne le conseil de Ji Chang à son fils Ji Fa en prison, « Peu importe de qui tu es le fils, ce qui importe vraiment c’est qui tu es vraiment au fond de toi. »

### Média domestique
En 2024, un blu-ray comportant une piste audio en mandarin 5.1 DTS-HD Master Audio, en mandarin en stéréo, en anglais 5.1 DTS-HD Master Audio ainsi qu'en anglais en stéréo est édité. Il dispose de sous-titres en anglais, en chinois traditionnel et simplifié ainsi qu'en français.
Le 28 mars 2025 sort une édition française 4K Ultra HD + blu-ray — parue chez Spectrum Films — présentant, en plus de la version audio en mandarin, une version audio française.

## Récompenses
- 2023 : Coq d'or du meilleur film, et élu comme meilleur film de l’année pour la Weibo night
- Nommé pour le Golden Deer Award pour le meilleur film, et a obtenu le Golden Deer Award pour le meilleur montage au 18e festival du film de Changchun

## Box office
Lors du week-end d’ouverture, son box office a été classé numéro un sur le marché chinois et, au bout du sixième jour de projection, son chiffre d'affaires avait déjà atteint 70 millions de dollars. Le film a rapporté 372 millions de dollars au box office mondial. Il se classe ainsi à la 15e position des films les plus rentables de 2023, juste derrière Indiana Jones et le Cadran du Destin (381 millions de $). En Chine, le film a rapporté 60,67 millions d'entrées au cumul.